# Pterula
Pterulalà một chi nấm trong họ Pterulaceae. Chi này phân bố rộng khắp, đặc biệt ở các vùng nhiệt đới và chứa khoảng 50 loài.

## Hình ảnh

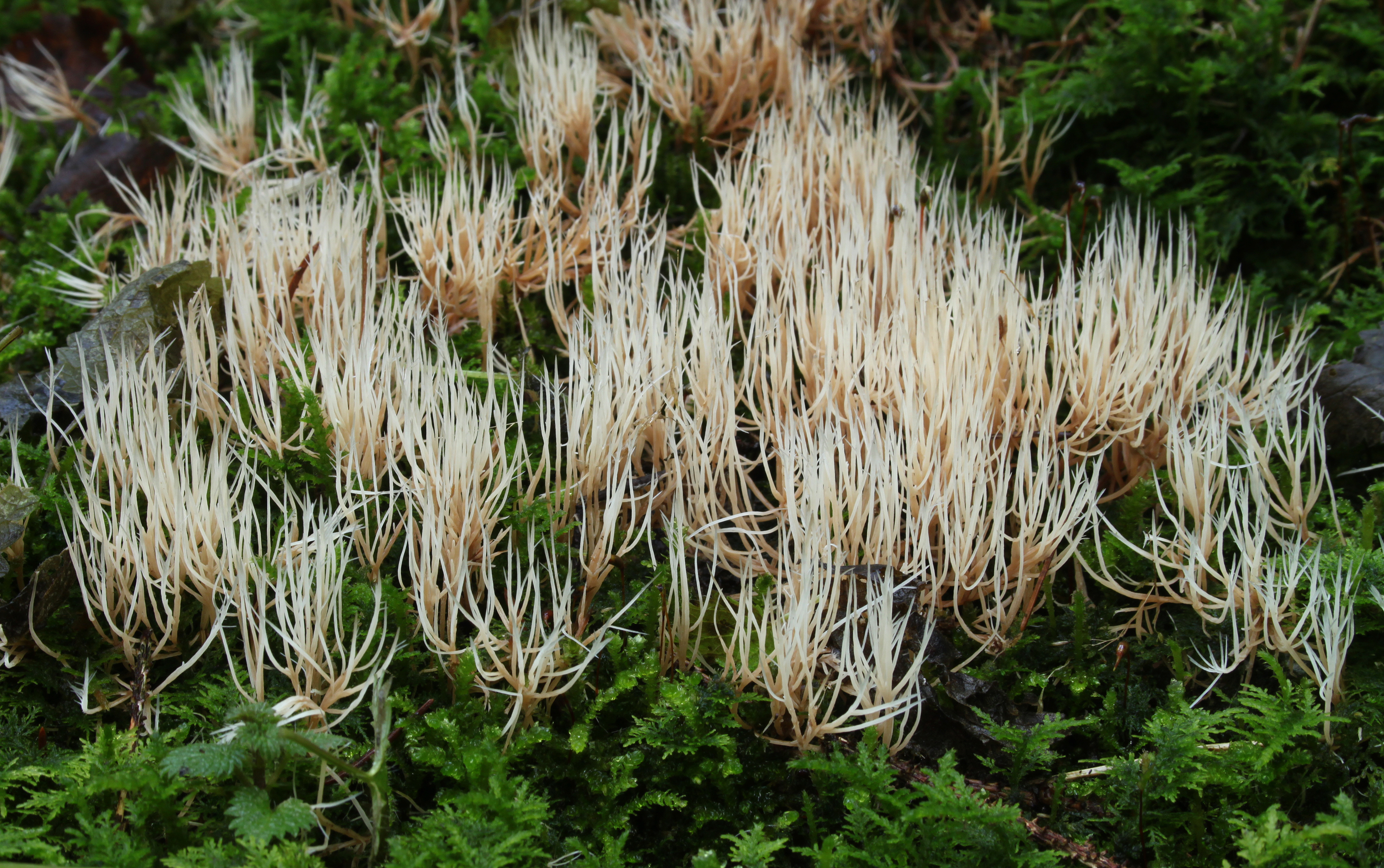